# تشارلز ل. ريزون
تشارلز لويس ريزون (بالإنجليزية: Charles L. Reason)‏ هو عالم رياضيات ولغوي ومدرس أمريكي. كان أول أستاذ جامعي أمريكي-أفريقي في الولايات المتحدة، درّس في كلية نيويورك المركزية، ماكغرافيل.

## النشأة والتعليم
ولد تشارلز لويس ريزون في مدينة نيويورك كواحد من ثلاثة أبناء لميشيل وإليزابيث (ميلفيل) ريزون، وهما أحرار الملونين (كان لقبهم في الأصل رايسون). 
كانا من غوادلوب وسانتو دومينغو، على التوالي، وهاجرا كلاجئين في عام 1793 بعد فترة وجيزة من السنوات الأولى للثورة الهايتية. كان أخواه إلوير دبليو. وباتريك إتش. ريزون، اللذان أصبحا أيضًا قادة. توفيت أختهم الكبرى بوليكارب عام 1818 في سن الرابعة.
بدأ تشارلز ريسون، باعتباره طفل عبقري في الرياضيات، بتدريس الرياضيات في سن الرابعة عشرة في المدرسة الأفريقية الحرة في نيويورك، التي التحق بها هو وأخويه. درس بعد ذلك في كلية نيويورك المركزية، وهي مؤسسة متكاملة أسسها أعضاء الكنيسة المعمدانية في مك غراو، نيويورك. وكان هنري هايلاند جارنيت، وجورج ت. داونينغ، وإيرا ألدرايدج من زملائه في المدرسة الأفريقية الحرة.

## حياته المهنية
أسس ريزون، مع تشارلز بينيت راي، جمعية تعزيز التعليم بين الأطفال الملونين التي اتخذت نيويورك مقرًا لها في عام 1847. وبعد عامين، عُين أستاذًا للأدب الجميل، واليونانية، واللاتينية والفرنسية في كلية نيويورك المركزية، ماكغرافيل، وعمل في الوقت نفسه أيضًا كأستاذ مساعد في الرياضيات. كانت مؤسسة ذات أغلبية بيضاء. وكان أول أمريكي أفريقي يعمل كأستاذ في الولايات المتحدة.
ترك ريزون ذلك المنصب عام 1852 ليصبح مدير معهد الكويكرز للشباب الملون في فيلادلفيا (جامعة تشيني في بنسلفانيا لاحقًا)، وهو منصب شغله حتى عام 1856. وفي أثناء فترة عمله هناك، زاد عدد الملتحقين من ستة طلاب إلى 118 طالبًا. فضّل هنا الرياضيات والعلوم، ولكنه أدرج تدريجيًا مجالات دراسية أخرى، وخاصةً اللغات. توقع طلاب السنة الأخيرة ظهور درجاتهم في الجريدة الأوسع توزيعًا في المجتمعات السوداء في الولايات المتحدة: كريستشن ريكوردر صحيفة كنيسة الأسقفية الميثودية الأفريقية، فشل عادةً نصف الطلاب في التخرج. ورغم أن صرامة التعليم، و صرامة الاختبارات، فقد تدافع الآباء لتسجيل أبنائهم.
عاد ريزون إلى نيويورك، حيث عمل لعقود في التعليم العام كمدرس ومدير ومصلح. وخلال هذه الفترة، كان له دور فعال في الجهود المبذولة لإلغاء العبودية والعزل العنصري. نجح في الضغط لإقرار قانون عام 1873 القاضي بدمج المدارس العامة في نيويورك. كان ناشطًا سياسيًا في العديد من مجموعات المجتمع.  
بعد إلغاء المدارس العامة في مدينة نيويورك، أصبح مدير المدرسة النحوية رقم 80 في 252 غرب شارع 42 . ورغم إصابته بجلطتين دماغيتين (واحدة في عام 1885 والأخرى عام 1890) تركتاه عاجزًا بدنيًا، فقد استمر ريزون في منصبه حتى تقاعده، قبل خمسة أشهر من وفاته.
كان ريزون شاعرًا أيضًا. ساهم في جريدة ذا كولورد أمريكان في ثلاثينيات القرن التاسع عشر وكان قائدًا في مجتمع فينيكس بمدينة نيويورك في أربعينيات القرن التاسع عشر. كتب قصيدة «الحرية» التي أشادت بالإبطالي البريطاني توماس كلاركسون. ونُشرت في سيرة كلاركسون لألكسندر كروميل لعام 1849.

## الزواج والعائلة
لم يُعثر على الكثير من التوثيق عن حياة ريزون الشخصية، ولكن قيل إنه تزوج ورُمل ثلاث مرات. كانت زوجته الثالثة والأخيرة كلاريشي (دوبليسيس) إستيف (1819-1884)، التي تزوجها في مدينة نيويورك في 17 يوليو 1855. لم يكن لديهم أطفال، رغم أنها كان لديها ابنة من زوجها السابق جون لوسيان إستيف (1809-1852)، وهو حلواني من الأنتيل الفرنسية وصاحب مطعم ومتعهد حفلات في مدينة نيويورك.
توفي تشارلز ل. ريزون في مدينة نييورك عام 1893 ودفن في مقبرة غرين وود في بروكلين.